# Werner Brock
Werner Brock (* 10. Januar 1922) ist ein ehemaliger deutscher Fußballspieler. Zwischen 1949 und 1953 spielte er für KWU/Turbine Erfurt in der höchsten Spielklasse des DDR-Fußballs.

## Sportliche Laufbahn
Werner Brock war Ende der 1940er Jahre Spieler der Fußball-Landesauswahl Thüringen, mit der er zwei Spiele bestritt. 1949 wurde er mit der SG Fortuna Erfurt Thüringer Fußballmeister. Die Mannschaft war damit für die Fußball-Ostzonenmeisterschaft 1949 qualifiziert und erreichte das Endspiel als Gegner der ZSG Union Halle. In dieser Begegnung, die Erfurt mit 1:4 verlor, war Brock als rechter Außenläufer aufgestellt worden. Als Meisterschaftsfinalist erhielt Fortuna Erfurt das Startrecht für die ostdeutsche Fußball-Zonenliga (später DS-Oberliga, DDR-Oberliga), die 1949/50 ihre erste Saison austrug und künftig den ostdeutschen Fußballmeister ermittelte.
Die Erfurter, die in der Saison 1949/50 als BSG KWU antraten, hatten Werner Brock weiterhin im Aufgebot. Er wurde vom ersten Spieltag an eingesetzt und bestritt alle 26 Punktspiele. Zum Saisonende stand Erfurt, inzwischen in BSG Turbine umbenannt, im Endspiel um den DDR-Fußballpokal. Brock spielte wieder als rechter Läufer, und die Erfurter verloren auch dieses Finale, diesmal mit 0:4 gegen SV Stahl Thale. Auch in der Spielzeit 1950/51 gehörte Brock zum Spielerstamm, er versäumte nur drei Punktspiele. Er fehlte allerdings auch im Entscheidungsspiel um die Meisterschaft, das Erfurt gegen die punktgleiche BSG Chemie Leipzig mit 0:2 verlor.
Während Brock in der Mammutsaison 1951/52 mit 28 Einsätzen bei 36 Punktspielen seinen Stammplatz als Mittelfeldspieler knapp behaupten konnte, wurde er in der Saison 1952/53 nur bis zum 7. Spieltag regelmäßig eingesetzt, danach wurde er nur noch sporadisch in fünf weiteren Punktspielen aufgeboten. Sein letztes Spiel in der DDR-Oberliga bestritt Brock am 1. März 1953 in der Begegnung Chemie Leipzig –Turbine Erfurt (3:2). Es war innerhalb von vier Spielzeiten sein 99. Zonenliga/Oberligaspiel. Dabei hatte er hauptsächlich im Mittelfeld gespielt, Tore erzielte er nicht.